# La Liga de 1981–82
A La Liga de 1981–82 foi a 51º edição da Primeira Divisão da Espanha de futebol. Com 18 participantes, o campeão foi a Real Sociedad.